# Three Expeditions into the Interior of Eastern Australia
Three Expeditions into the Interior of Eastern Australia (abreviado Three Exped. Australia) es una revista ilustrada con descripciones botánicas que fue editado por  Thomas Livingstone Mitchell. Fueron publicados los vols. 1-2: en 1838; ed. 2: 1839, con el nombre de Three Expeditions into the interior of Eastern Australia, with descriptions of the recently explored region of Australia Felix, and of the present colony of New South Wales. London.